# 小川一清
小川 一清（おがわ かずきよ、1892年（明治25年）1月25日 - 1958年（昭和33年）12月11日）は、日本の電気工学者。電気学の権威。神奈川大学教授、同大理事を兼任した。京都帝国大学工科教授工学博士小川梅三郎・志摩（共に同墓）の長男であり、妻の香代（香代子）の家系も科学者の家系であり父は地質学者小川琢治、母小雪（小川駒橘の娘）であり、その小川琢治の三男にノーベル賞物理学者湯川秀樹がいる。一清と香代の長男の小川岩雄も核物理学者。享年66歳。墓所は多磨霊園。

## 来歴
東京出身。東京帝国大学卒業。逓信省電気試験所第二部長、東北帝国大学教授、富士通信機製造取締役部長、古河電工通信機部長などを歴任。1949年（昭和24年）新制神奈川大学発足時に神奈川大学教授。神奈川大学理事。

## 研究・受賞
研究　電気工学を研究。
受賞　なし

## 著書
- 『電気及磁気』（1943：道田貞治と共著）